# Ngaramasch
Ngaramasch est la capitale d'Angaur, l'un des seize États fédérés de l'archipel des Palaos.

## Toponymie
Le village a été appelé Jimusho, Saipan, Saipan Town, Saipon, Sipon et Yubinkyoku.

## Histoire
Durant la Seconde Guerre mondiale, Ngaramasch fut le théâtre, ainsi que le reste d'Angaur, de la bataille d'Angaur du 17 au 30 septembre 1944.

## Population et société

### Démographie
En 2009, le village comptait 135 habitants.

### Culte
La ville possède une église : l'église Notre-Dame du Rosaire.

### Transports
Le port d'Angaur se situe à Ngaramasch. Il sert pour le transport et la pêche. En 2011, un ferry reliait Ngaramasch et le reste d'Angaur aux Palaos qu'une fois par semaine,.
Près de Ngaramasch se trouve la petite piste d’atterrissage d'Angaur dans l'est de l'île. Toutefois, en 2011, aucune liaison aérienne n'était assurée entre Angaur et Koror.

## Sources